# レンツ・クリス＝レッテンベック
レンツ・クリス＝レッテンベック（Lenz Kriss-Rettenbeck、1923年 - 2005年6月25日）は、ドイツの民俗学者。バイエルン・ナショナル・ミュージアム（ミュンヘン）の主任研究員として主に民俗学部門を担当した。奉納絵（絵馬）をはじめとする宗教民俗工芸の研究に厚い。
母親の幼な馴染みであった宗教民俗学者ルードルフ・クリスに私淑し、その養子としてレンツ・クリス＝レッテンベックとなった。

## 著作（日本語訳）
- ルードルフ・クリス、レンツ・レッテンベック 著、河野眞 訳『ヨーロッパの巡礼地』文楫堂〈愛知大学文學會叢書〉、2004年。ISBN 4-9901976-1-5。